# Ensete perrieri
Ensete perrieri är en enhjärtbladig växtart som först beskrevs av Pascal Claverie, och fick sitt nu gällande namn av Ernest Entwistle Cheesman. Ensete perrieri ingår i släktet ensetebanansläktet, och familjen bananväxter.
Artens utbredningsområde är Madagaskar och den har uppkallats efter den franske botanikern Joseph Marie Henry Alfred Perrier de la Bâthie. Inga underarter finns listade i Catalogue of Life.